# Causas de la Revolución francesa

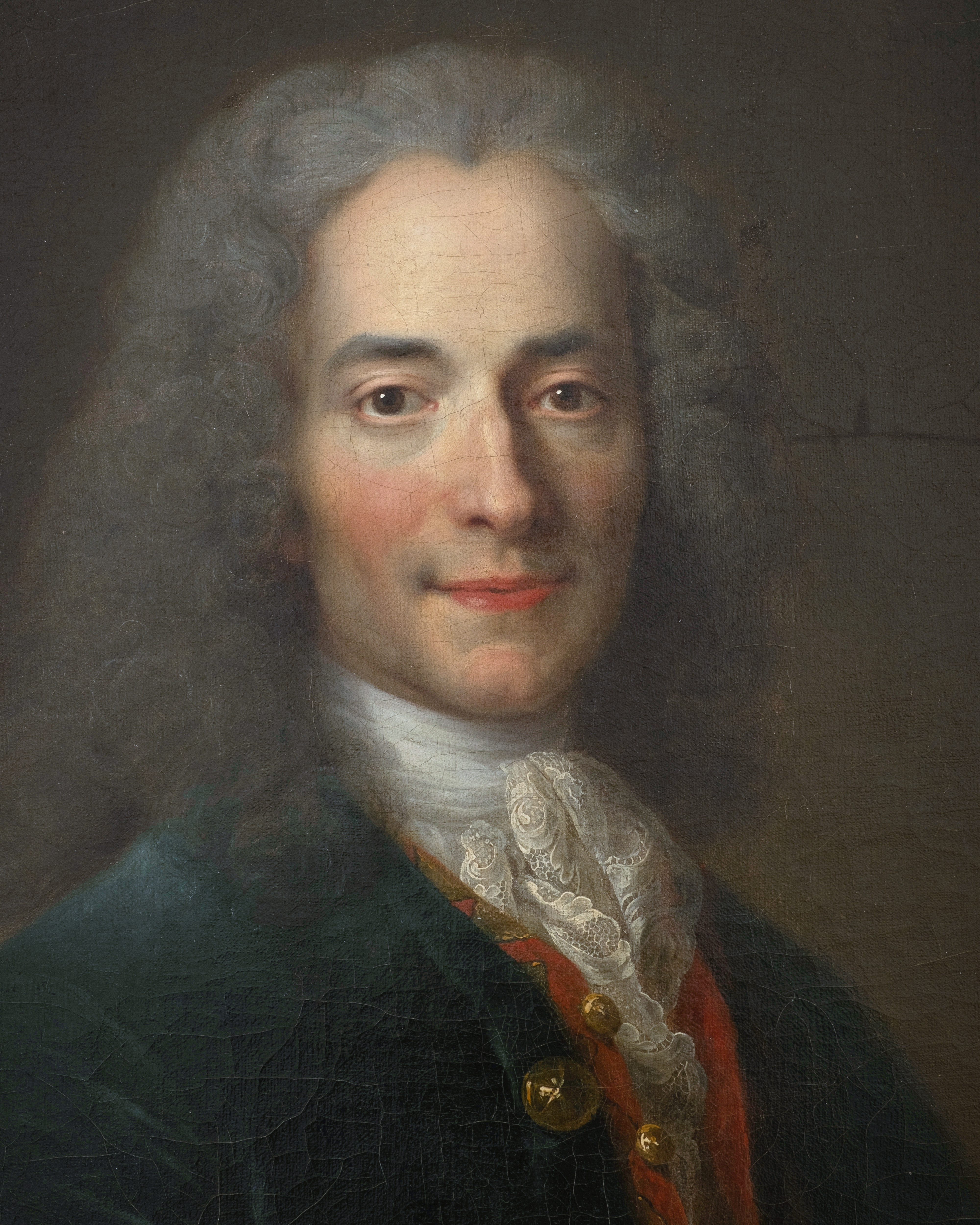
François-Marie Arouet (1694–1778), más conocido como Voltaire, escritor y filósofo francés.

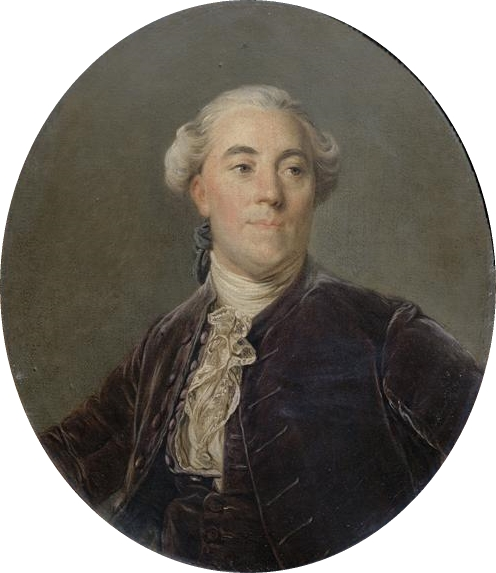
Jacques Necker (1732-1804), financiero y político suizo, en tres ocasiones encargado por el rey Luis XVI de las finanzas de la monarquía francesa (1776, 1788 y 89).

Una serie de factores provocaron el inicio y el desarrollo de la Revolución Francesa. No es fruto directo de una especial situación, sino consecuencia de una serie de eventos y de situaciones que, al asociarse, crearon un impacto lo suficientemente importante como para inducir transformaciones irreversibles en la concepción de la organización del poder político y de la propia sociedad, generando cambios trascendentes y profundos en la teoría y la práctica de las libertades individuales.
Podrían enumerarse cuatro grupos de circunstancias principales y sustanciales que explicarían el surgimiento y desarrollo de una revolución sociopolítica, precisamente en Francia y precisamente en 1789.
- Situación política: El pueblo francés ya estaba cansado y no confiaba en la sociedad de órdenes, tal como existía hacia finales del siglo XVIII y tal como más o menos venía repitiéndose desde hacía cientos de años, puesto que en los hechos había derivado en una clase privilegiada (la nobleza) demasiado rica, con muchos poderes, y poco numerosa, que confrontaba con una mayoría de la población (el llamado estado llano), que era extremadamente pobre, y que tenía muy pocos derechos.[1][2]
- Situación económica: el Reino de Francia había sufrido, durante los años que precedieron a 1789, numerosas sequías y heladas, lo que había arruinado varias cosechas. No obstante esa penosa situación, los agricultores debían cumplir con sus obligaciones fiscales, independientemente de los rendimientos agrícolas obtenidos. Y poco a poco, y año a año, la situación se transformó en insoportable, pues en los campos y en ciertos sectores de las ciudades, la desnutrición y aún la muerte por inanición, pasó a ser algo relativamente corriente.[3]

- Mundo de las ideas:[4] Acciones de filósofos y enciclopedistas, así como acontecimientos internacionales (como por ejemplo la independencia estadounidense), también aportaron lo suyo, dando base teórica a la necesidad y posibilidad de instrumentar cambios; burgueses y aún nobles liberales, instruidos y de buen nivel cultural, hicieron sus contribuciones en cuanto a difusión de ideas nuevas y en cuanto a convincentes y encendidos discursos.[5]

- Situación social: Como resultado del devenir económico y de la rigidez de la estructura política que acaba de ser presentada, el pueblo aspiraba a mejorar su propia y penosa situación, ya que no podía tolerar ni soportar más una sociedad tan injusta y tan rígida, que los conducía a la extrema pobreza y al hambre.[5]

El agitado período prerrevolucionario de 1788-1789 desembocó en una verdadera movilización popular en la primavera de 1789, en la que la redacción de los cuadernos de quejas y la preparación de los Estados Generales en marzo-abril de 1789 impulsaron un mayor deseo de justicia social y de implicación política de las clases populares. Cuando se abrieron las sesiones de los Estados Generales en mayo de 1789, ya estaba en marcha una revolución política y jurídica que se concretaría en la creación de la Asamblea Nacional, convertida al poco tiempo en Asamblea Nacional Constituyente. Finalmente el 14 de julio de 1789, la Toma de la Bastilla, un cuartel-cárcel símbolo de la justicia arbitraria y del despotismo, marcaría simbólicamente el final del absolutismo.

## Revolución inglesa delsigloXVIIe instauración de una monarquía parlamentaria
En la época que Louis XIV en Francia pasó a ser rey (1643-1715) y promovió desde París y Versalles (año 1661 en adelante) el avasallamiento de la nobleza con el fin de concentrar en su persona todo el poder (cf. Colbertismo; Galicanismo), se produjeron en Inglaterra dos períodos revolucionarios de gran importancia, que marcaron el devenir político-social de esa región: Guerra Civil inglesa (1642-1649); Revolución Gloriosa (1688-1689).
Pero Inglaterra y Francia, dos países vecinos y con una larga historia en muchos aspectos semejante (entre ellos la forma de gobierno: Monarquía), divergieron en su evolución, al punto de dar dos modelos políticos antagónicos.

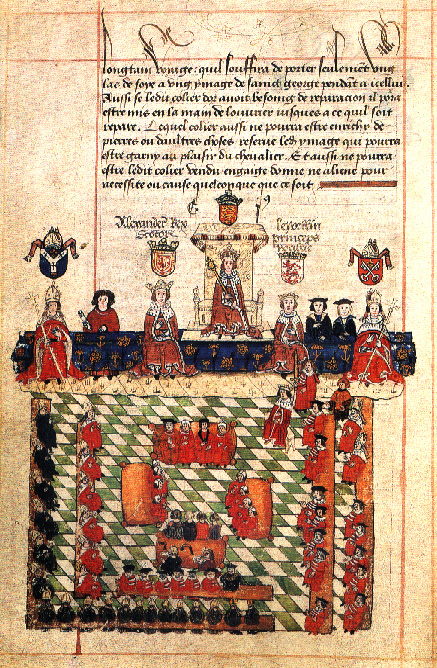
El parlamento inglés frente al rey, c.1300.

En Inglaterra, durante la Edad Media, Juan sin Tierra, hermano de Ricardo Corazón de León, fue presionado para firmar en 1215 una Carta Magna (cf. Magna charta libertatum) que instauró la formación de un parlamento compuesto por dos cámaras: la Cámara de los Lores (dispuesta para acoger a los grandes señores y a los obispos nombrados por el rey) y la Cámara de los Comunes (en donde sesionarían representantes elegidos por el pueblo). En consecuencia y a partir de 1215, en Inglaterra, el balance del poder (en el origen mayoritariamente en manos del rey), se fue equilibrando, hasta que en el siglo XVII, el poder pasó a quedar casi exclusivamente bajo responsabilidad del parlamento (y más particularmente en la Cámara de los Comunes).
El esquema en Francia fue totalmente diferente. Durante toda la Edad Media, el rey de Francia era una de las personas que ostentaba mayor poder efectivo, aunque en realidad su poder real, en los hechos, estaba bastante limitado. En efecto, las comunicaciones de la época no permitían una gestión muy eficaz; las regiones militares no coincidían con las regiones administrativas, y las leyes eran diferentes de una región a otra; además, cada señor feudal poseía ciertos derechos en sus tierras (derecho de justicia y de tener policía propia, derecho de acuñar su propia moneda, etc.); y las ciudades que habían obtenido su carta, podían organizarse ellas mismas en una serie de aspectos. El poder del rey de Francia, en los hechos, se había debilitado bastante durante la guerra de los cien años (1337-1453), pero luego, poco a poco, se fue fortaleciendo y reafirmando, hasta llegar a su punto máximo con Luis XIV (cf. Francia en la Edad Media; Antiguo Régimen en Francia; Historia de Francia: Edad Media;).
La progresiva puesta a punto de la monarquía absoluta de derecho divino en Francia, naturalmente no se hizo de un día para otro, pues fue minuciosamente preparada por quienes reinaron antes de Luis XIV, y en particular por Enrique IV –1589-1610– y Luis XIII –1610-1643– (este último con la ayuda del cardenal Richelieu –1624-1643–); pero Luis XIV supo finalizar adecuadamente este proceso. Como su propio nombre indica, la monarquía absoluta de derecho divino conformaba una monarquía donde un rey se encontraba a la cabeza del Estado, detentando por sí solo todos los poderes, y dando legitimidad a su gobierno el propio «derecho divino». O sea, el rey tenía la legitimidad de reinar sobre todo el pueblo, sin compartir ese derecho, ya que así lo había querido el propio Dios, pues había sido él quien lo eligió. Dicho de otro modo, el rey era el lugarteniente de Dios sobre la Tierra, y por tanto, no debía rendir cuentas a nadie salvo a Dios, lo que en principio significaba que caprichosamente no podía hacer cualquier cosa.
Esta potestad que tuvo Luis XIV de disponer de un poder casi absoluto, probablemente tuvo su origen inmediato o su razón-fuerza en la Fronda, fracasada revuelta de la alta nobleza cuando él mismo solamente tenía diez años. En efecto, los más penalizados y perjudicados en su momento con la instauración de la monarquía absoluta, sin duda fueron los nobles. Hasta ese momento no había habido elecciones ni sufragio universal, y tampoco se avizoraba que pudiera haberlos ni que el campesinado dejara de pagar impuestos, y en esos días por tanto los campesinos (el pueblo) no cambiaron en lo fundamental su situación con el fortalecimiento del poder real, pues antes estaban perjudicados y lo continuaban estando ahora. Pero a quienes sí se limitaba en sus aspiraciones era a los nobles, quienes pretendían manejar al menos algunos de los poderes reales, y el fortalecimiento del poder del rey se lo impedía. Y sencillamente ello fue lo que la nobleza intentó de nuevo cuando se desató la Revolución de 1789, iniciando así un proceso que luego no pudieron controlar, y que terminó por perjudicarlos. Probablemente entonces los nobles no tuvieron una visión de largo plazo, y sobre todo no se dieron cuenta de que lo que hacían era "serruchar la rama a la que estaban agarrados".

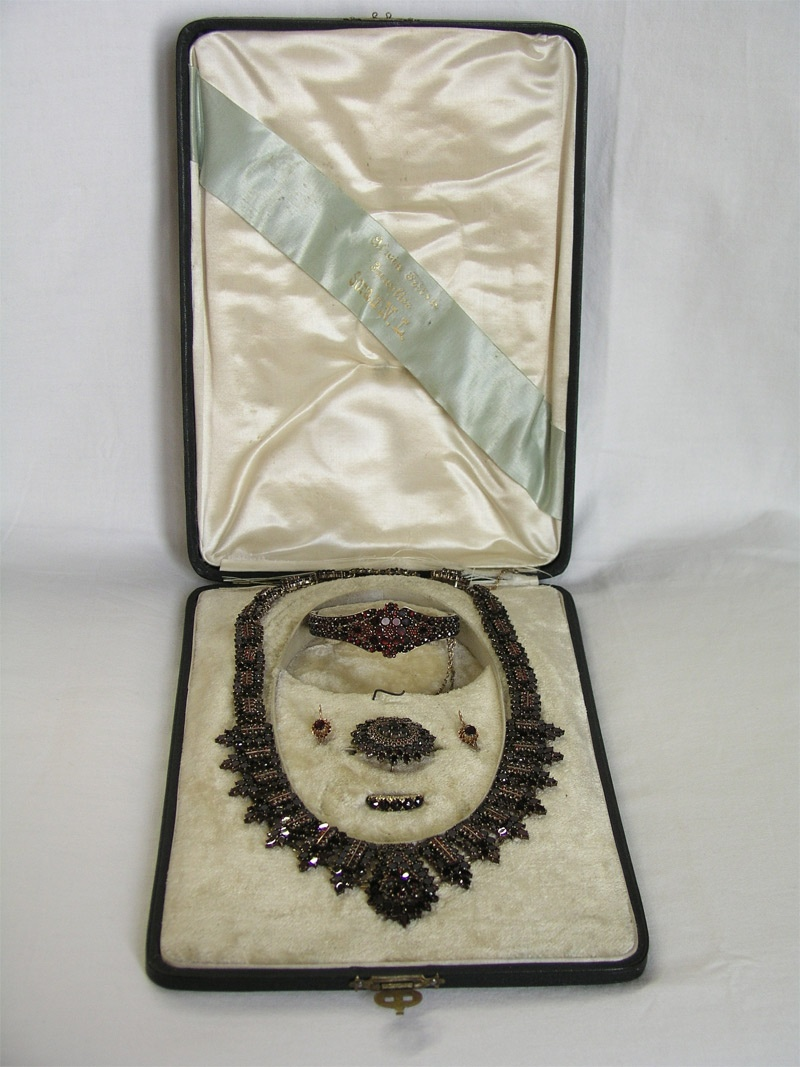
Parure, Conjunto de joyas de moda en el entre las clases acomodadas, en especial la nobleza.

La Fronda por tanto, que fue contenida por la gran habilidad de Jules Mazarin, dejó una traza indeleble en Luis XIV, obsesionándole con una idea: controlar a los nobles e impedir una nueva rebelión. A la muerte de Mazarin en 1661, el rey decidió gobernar solo, sin primer ministro, y eligió los ministros de su gabinete entre la burguesía, como por ejemplo Colbert, rechazando el otorgamiento de funciones clave a la nobleza. Seguidamente, también decidió alejarse de París, comprendiendo que las principales potenciales revueltas se desarrollarían principalmente allí (y años después fue precisamente lo que ocurrió durante la Revolución, ya que los principales motines, revueltas y protestas, sucedieron en París, y casi sin participación alguna de la mayoría de los franceses que vivían entonces en las provincias). En consecuencia, Luis XIV mandó construir un castillo en Versalles, que por sus características y lujos fue envidiado e imitado en el mundo entero. Pero sobre todo, y para reafirmar aún más su poder, el rey decidió conducir a la nobleza a una situación de sumisión y obediencia muy particular: los nobles frecuentemente eran invitados a permanecer por largos períodos en la Corte de Luis XIV, y sobre ellos recaían entonces funciones honoríficas como por ejemplo servir el vino del rey, o permitir a unos elegidos asistir discretamente al despertar de la reina. La finalidad de todo ello era la de llenar de orgullo a algunos, y de una manera u otra también acercarlos al rey quien de vez en cuando distribuía pensiones, o sea, ofrecía a algunos elegidos una renta que les permitiría vivir sin estrecheces. Pero para mejor acercarse al rey y hacer que él se fijara en alguien, convenía gastar sumas considerables en vestuario, collares, joyas, que naturalmente convenía cambiar varias veces al día. Y de hecho se formaba así un círculo vicioso, pues los nobles debían gastar sumas muy considerables para esperar ganar finalmente el favor del rey a través de una pensión u otro privilegio, para lo cual convenía estar presente a su alrededor lo más posible, para hacerse notar, y formando una especie de séquito donde existía la competencia: así, muchos nobles estarían muy ocupados y alejados de sus tierras, lo que no les dejaría mucho tiempo para conspirar. Además, la nobleza tenía prohibido trabajar, bajo pena de perder su condición de noble. Así, se mantenía muy ocupados a quienes pululaban por el palacio, mientras que los que decidían quedarse en provincia, solamente debían esperar ingresos del producto de sus propias tierras.
Lo que se pasó en Inglaterra en la misma época fue bien diferente, cuando los reyes Jacobo I y luego Carlos I, al no soportar más la tutela del parlamento, decidieron ellos también reforzar sus poderes, derivando hacia una monarquía absoluta en desmedro del parlamento, pues entonces sobrevino una guerra civil entre 1642 y 1649, donde se opusieron partidarios del rey y partidarios el parlamento, y estos últimos fueron los que se impusieron gracias a la superioridad de su armada dirigida por Oliver Cromwell. En consecuencia el rey Carlos I fue decapitado (1649), y Cromwell proclamó entonces la república, que en realidad derivó en una dictadura personal. Pero a la muerte de Cromwel en 1658, la monarquía fue restablecida. En este aspecto algo parecido se sintió y pasó en Francia, a pesar de la Revolución francesa y todo lo que ella significó; en efecto, la nobleza allí retomó el poder en oportunidad de la llamada Restauración (período 1814-1824 bajo el reinado de Luis XVIII –salvo los Cien Días en los que el poder lo tuvo de nuevo Napoleón–, y período 1824-1830 bajo el reinado de Carlos X), ya que a pesar de los cambios políticos indudables y de cierta apariencia de que no se volvería nunca más al pasado, la monarquía logró imponerse en el período indicado, aunque solo por dieciséis años, dada la oposición interna cada vez más violenta que debió enfrentar.
Pero en Inglaterra, contrariamente a lo que ocurrió en Francia, la monarquía fue mantenida, probablemente porque un pueblo como el de la Gran Bretaña, habituado a gobernar y ser gobernado por un parlamento durante aproximadamente cuatro siglos, no tuvo dudas sobre la marcha a seguir, y tampoco se propuso buscar sistemas políticos innovadores y radicalmente diferentes a lo conocido; por el contrario, se prefirió evolucionar progresiva y lentamente durante décadas y siglos, para finalmente llegar a principios del siglo XX a un tipo de democracia adaptada a los nuevos tiempos. Hubo transiciones y hubo cambios, pero siempre o casi siempre ejecutados sin violencia y sin mayores traumas, permaneciendo en el plano político en ambientes relativamente conocidos y probados.
Si en 1660 la monarquía fue restablecida en Inglaterra con la llegada al trono de Carlos II (rey desde 1660 a 1685), el parlamento se mantuvo asegurando su control sobre el rey, a través de leyes que garantizaban las libertades individuales y prohibían las detenciones y los encarcelamientos arbitrarios: el Habeas Corpus fue la pieza fundamental que aseguró estos derechos y fue el primer instrumento que se constituyó en Europa en este sentido, para un mejor reconocimiento de las personas y las libertades, para el establecimiento de un Estado de derecho, y para el funcionamiento de una democracia real.
Pero a pesar de estos avances, Jacobo II, que fue rey desde 1685 después de su hermano Carlos II, intentó establecer una monarquía absoluta, pero el parlamento de ese momento, que de ninguna manera quería una nueva guerra civil, tomó la iniciativa, y en 1688 eligió reemplazar a Jacobo II por su hija María II y su esposo Guillermo (Casa de Nassau, rama de Orange-Nassau), de origen holandés, quienes a raíz de esto gobernaron hasta 1694 y 1702 respectivamente. Esos episodios que iniciaron este período, son lo que la historia llama la Revolución Gloriosa de 1689. Guillermo de Orange-Nassau fue entonces proclamado rey, pero después de haber firmado la Carta de Derechos (o Bill of Rights), lo que ponía en su lugar a las atribuciones del parlamento, limitando el poder del monarca. En cuanto a Jacobo II, optó por refugiarse en Versalles, en la Corte de Luis XIV, a quien inútilmente había intentado imitar.
Más de un siglo antes de que ocurriera la Revolución francesa, hubo en Inglaterra dos revoluciones no tan sangrientas y radicales, pero que condujeron a la redacción y aprobación de dos textos fundamentales: el Habeas Corpus y la llamada Carta de Derechos, base del sistema político inglés. Estas dos revoluciones, que impusieron cambios fundamentales en la forma de gobernar, también aseguraron la continuación de la monarquía en Inglaterra, pero no una monarquía autoritaria, verticalista y absolutista, sino una monarquía en cuyo marco el poder del rey se encontraba limitado por el Parlamento, el poder legislativo se había separado del poder ejecutivo, y un poder judicial independiente garantizaba las libertades individuales.
Desde fines del siglo XVII Inglaterra fue el primer país en el que no existía monarquía absoluta; pero no se trataba todavía de una democracia moderna, ya que el rey conservaba muchas atribuciones y podía gobernar sin el apoyo del parlamento (hasta bien entrando el siglo XVIII), sólo 15% de la población tenía derecho a voto, los habitantes de las colonias no tenían representantes en el Parlamento, y la esclavitud continuaba siendo aceptada.
La monarquía parlamentaria inglesa fue el modelo en el que se inspiraron los franceses en 1789, para reformar su propio sistema político. Además, el sistema inglés fue un modelo único en el siglo XVII, marcando un punto de quiebra importante que iba a conducir al pensamiento moderno hacia la democracia y el Estado de Derecho, varios siglos más tarde. En fin, y tal vez más sustantivamente, la experiencia inglesa influenciará e inspirará tanto a los filósofos y pensadores del llamado Siglo de las Luces, como a los que participaron e influyeron en la Revolución estadounidense.

## Los filósofos y el Siglo de las Luces

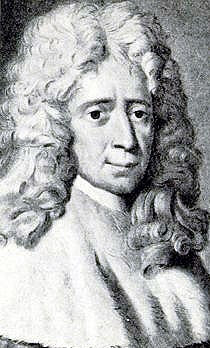
Montesquieu y el principio político de la separación de poderes.

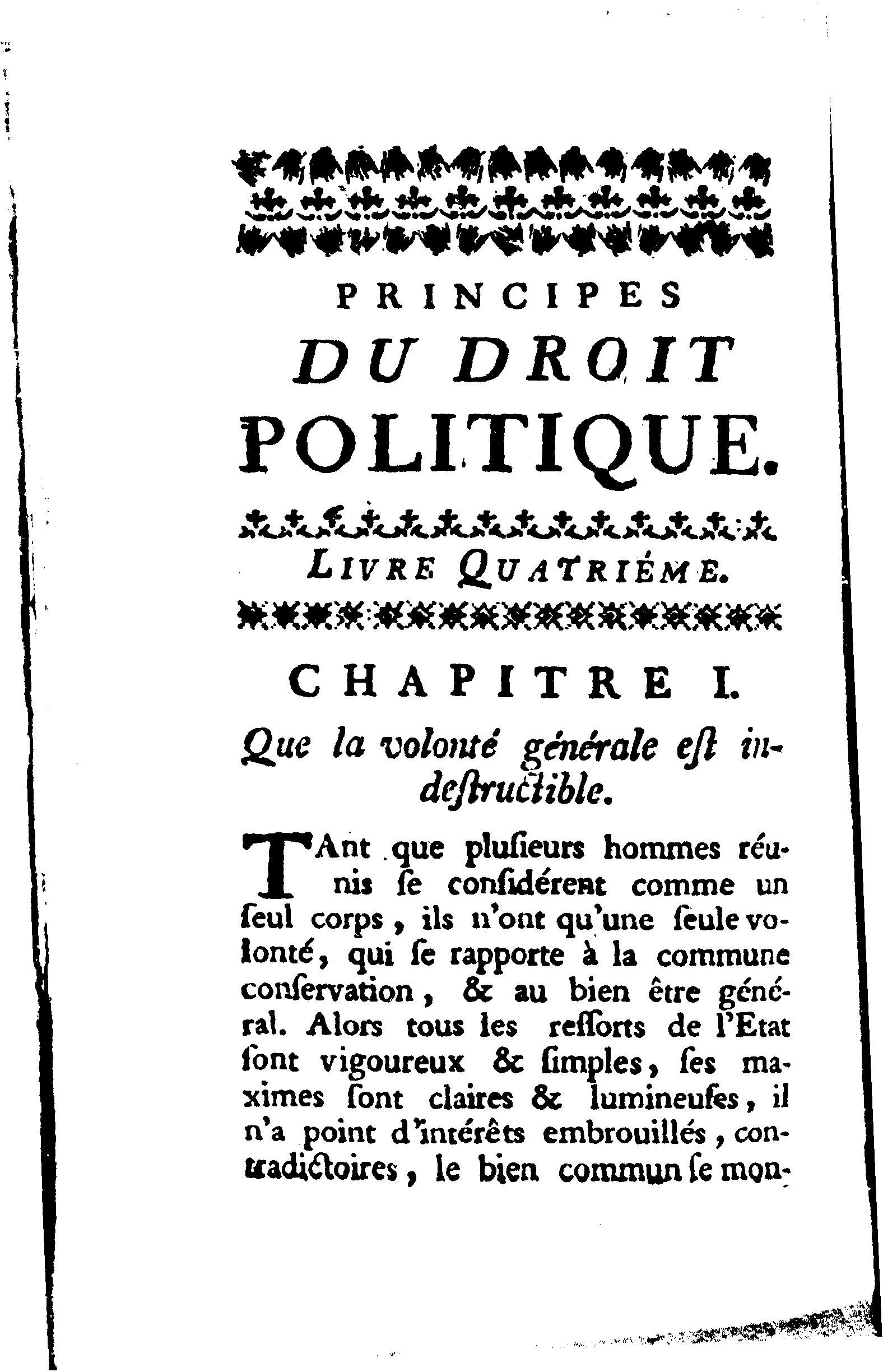
Rousseau toma posición, en su obra Du contrat social o Principes du droit politique, en favor de la democracia directa.

En el siglo XVIII surgió una nueva corriente filosófica, literaria, y científica, genéricamente denominada Ilustración por la que se conoce al XVIII como Siglo de las Luces. Este novedoso planteamiento fundamentalmente se basaba en la idea de que el progreso era siempre posible, y que la racionalidad y el rigor de los enfoques estaban en el origen de todo tipo de avances. En esos días, las luces estaban pues marcadas y acompañadas por el racionalismo filosófico y por la exaltación del papel de las ciencias. Lo que los filósofos y científicos de las luces buscaban, era «iluminar» e « ilustrar» a sus contemporáneos en múltiples aspectos (o sea, se entendía que la renovación de las ideas que se proponía, debía ser acompañada con una fuerte orientación pedagógica), como bien lo señala el texto de Immanuel Kant titulado Qu'est-ce que les Lumières? o Was ist Aufklärung?.
Este encuadre impulsó a los filósofos a cuestionar, uno por uno, los pilares en los que se basaba el Antiguo Régimen, tanto en lo político, como en lo social, lo económico, y lo religioso, aunque por cierto, no todos estos pensadores defendían exactamente las mismas ideas: en esa época, había casi tantas concepciones filosóficas como filósofos.
El Antiguo Régimen era un sistema rígido basado en cuatro pilares fundamentales, los que le permitían asegurar su legitimidad, pero lo que fue puesto en duda y criticado y cuestionado por los filósofos:
- (1) A nivel político:
  - La monarquía absoluta de derecho divino duraba ya más de un milenio,[39] a pesar de que las formas y prácticas de la misma habían variado a medida que pasaba el tiempo. En efecto, en el Medioevo, con los medios de comunicación tan poco desarrollados de la época, para atravesar Francia se requerían varias semanas, el rey solo gobernaba realmente en su propio dominio, y por su parte, cada noble tenía poderes absolutos en sus tierras, como por ejemplo policía, justicia, impuestos (cf. Francia en la Edad Media; Monarquía feudal en Francia; Antiguo Régimen en Francia;[40]). Pero con el paso del tiempo, el rey extendió su influencia al conjunto del territorio, fundamentalmente sobre la base de las alianzas. Algo más tarde, con Enrique IV, Luis XIII, y Luis XIV, se instaló poco a poco cierto grado de poder absoluto de parte del rey.[41]
  - El poder del rey estaba justificado por el Derecho divino, es decir, el monarca era el representante de Dios en la Tierra,[42] puesto que así la divinidad lo había querido y permitido, y por tanto el rey solamente debía rendir cuentas al propio Dios, y solamente a Él.[43] En teoría, el rey debía tratar de desarrollar las funciones de su cargo de la mejor manera posible, procurando el bienestar de sus súbditos, porque eso era lo que deseaba el Dios bondadoso, pero en realidad pocos reyes se orientaron efectivamente en este sentido; tampoco debe olvidarse que el propio sistema a veces no permitía que el rey actuase bien, ya que por ejemplo, por mucho tiempo la tortura era entonces aplicada en el sistema jurídico,[44] con el fin de determinar culpabilidad o inocencia del acusado, como bien nos lo recuerda el caso del caballero de La Barre (en cuyo asunto en su momento Voltaire reclamó su rehabilitación póstuma, cosa que fue decretada en 1793, diecisiete años después de su decapitación[45][46]); esta práctica en la justicia finalmente fue suprimida por Luis XVI, poco tiempo antes de que estallara la revolución.[47]
  - Los filósofos del siglo XVIII claramente cuestionaban por arcaico al Antiguo Régimen, cuyas contradicciones e ineficiencias se pusieron mucho más en evidencia en los reinados de Luis XV y de Luis XVI, algunos de ellos sobre todo cuestionaban la mala gestión administrativa del Estado, mientras que otros enfatizaban más la necesidad de la desacralización de los monarcas, etc. Voltaire precisamente propuso una monarquía parlamentaria próxima o parecida a la de Inglaterra, mientras que por su parte Montesquieu, en su escrito De l'esprit des lois, propuso la separación de poderes: legislativo, ejecutivo, y judicial.[48] En cuanto a Rousseau, fue incluso más lejos, proponiendo una democracia donde todos los ciudadanos serían iguales y ligados por un «contrato social», y donde la soberanía y el poder tendrían origen en el propio pueblo.

- (2) A nivel social:
  - Dos o tres teorías se promovieron en el siglo XVIII: La teoría del derecho natural; La teoría del contrato social; El Derecho de resistencia. Y John Locke con su obra de 1690 titulada "Segundo tratado sobre el gobierno civil", junto a Jean-Jacques Rousseau con su obra de 1762 "El contrato social o los principios del derecho político", fueron los principales referentes en esta materia:[49][50] La Felicidad es un bien al que toda persona tiene derecho y constituye un fin en sí misma. Y la política es considerada como el “arte de hacer felices a los pueblos”.[51][52]
  - Varios fueron los filósofos que condenaron las discriminaciones y desigualdades sociales, y priorizaron la instrucción pública para todos.[53]
  - A través de contactos epistolares y viajes, varios filósofos se ilustraron en cuanto a la viabilidad de la aplicación de diferentes y más justos modelos sociales (cf. viajes de Voltaire y de Montesquieu a Gran Bretaña en donde rigía una monarquía constitucional; visita de Diderot a la Corte de Catalina II de Rusia).[54][55][56][57][58] Comenzó a quedar claro que los objetivos a defender, debían ser la felicidad de los ciudadanos, el progreso socioeconómico, y la lucha contra la ignorancia.[59]
  - De una manera general, los filósofos de esta época preconizaban un nuevo humanismo caracterizado por la libertad y la igualdad de los individuos, con un notorio sesgo de confianza exagerada en la razón y en el progreso.

- (3) A nivel económico:
  - En la Edad Media, la burguesía luchó por deshacerse de la rígida sociedad de órdenes y la limitada economía medieval, pero apoyándose en los monarcas. Luego, en los primeros tiempos del Absolutismo, se benefició de la política mercantilista, que le ahuyentaba los competidores y la protegía en su crecimiento.[60] Pero habiendo superado ya esos obstáculos, deseaba crecer y lo que antes le había parecido apoyo y protección, ahora le parecía limitación, falta de libertad, y control excesivo. Y como respuesta al Mercantilismo, surgieron la Fisiocracia y el Liberalismo Económico: "Dejar hacer, dejar pasar", "Supresión de las barreras aduaneras", "Promoción de la circulación de riqueza", "Libre empresa y libre competencia", "Ley de oferta y demanda".[61]

- (4) A nivel religioso:
  - La monarquía absoluta estaba estrechamente ligada a la religión católica, ya que el rey justificaba el origen de su poder en el deseo de Dios. Fue por esta concepción que Luis XIV en su momento decidió revocar el Edicto de Nantes que garantizaba la libertad de culto a los protestantes, pero ello trajo consecuencias tanto económicas como sociales. En general, los filósofos estaban de acuerdo en reivindicar la libertad religiosa, pero sus opiniones sobre la religión variaban. Algunos eran ateos, otros (como Voltaire) eran deístas, y otros eran espiritualistas o materialistas, etc (cf. Descristianización de Francia durante la Revolución;[62][63][64][65]).

Los filósofos antes citados estaban entre los más influyentes de su época, y a través de sus obras, buscaban hacer conocer y valer sus ideas, que se encontraban en total oposición con las de la monarquía absolutista en vigor. En líneas generales, los filósofos aspiraban a más separación de poderes, más libertad, más igualdad, y mejores conocimientos científicos.

## Revolución y república americana
A mediados del siglo XVIII, Inglaterra poseía, sobre la costa este de América del Norte, trece colonias pobladas por inmigrantes de origen británico, y fieles a la metrópoli. Hasta ese momento, Inglaterra había ejercido una tutela política bastante ligera sobre esas poblaciones, y entre las colonias y la metrópoli, existían relaciones económicas privilegiadas, a la par que Inglaterra les proporcionaba protección militar.
Pero al quedar debilitada financieramente por la Guerra de los Siete Años con Francia (1756-1763), Inglaterra impuso autoritariamente varios impuestos a las colonias, particularmente sobre los periódicos y el té. Pero ello violaba la regla general según la cual ningún ciudadano británico debía pagar impuestos en esa zona, pues los colonos no estaban representados en el parlamento inglés.
Como respuesta, los colonos boicotearon entonces los productos afectados con esos impuestos. Y a este diferendo fiscal, se le agregó un diferendo territorial. En efecto, el rey de Inglaterra quería reservar los territorios al este de los Apalaches a los indios.
En diciembre de 1773 ocurrió el denominado Motín del té: los colonos se sublevaron, y tiraron al mar un cargamento de té de tres navíos ingleses venidos desde India, y entonces Jorge III envió la armada, para controlar esa rebelión.
En 1774, los representantes de las colonias, reunidos en congreso, afirmaron en una declaración solemne, el derecho de todos los pueblos de participar en la elaboración de las leyes que le conciernen. Y el 4 de julio de 1776, los representantes de las trece colonias aprobaron la Declaración de Independencia de los Estados Unidos de América respecto de Inglaterra, marcando así la ruptura con la metrópoli.

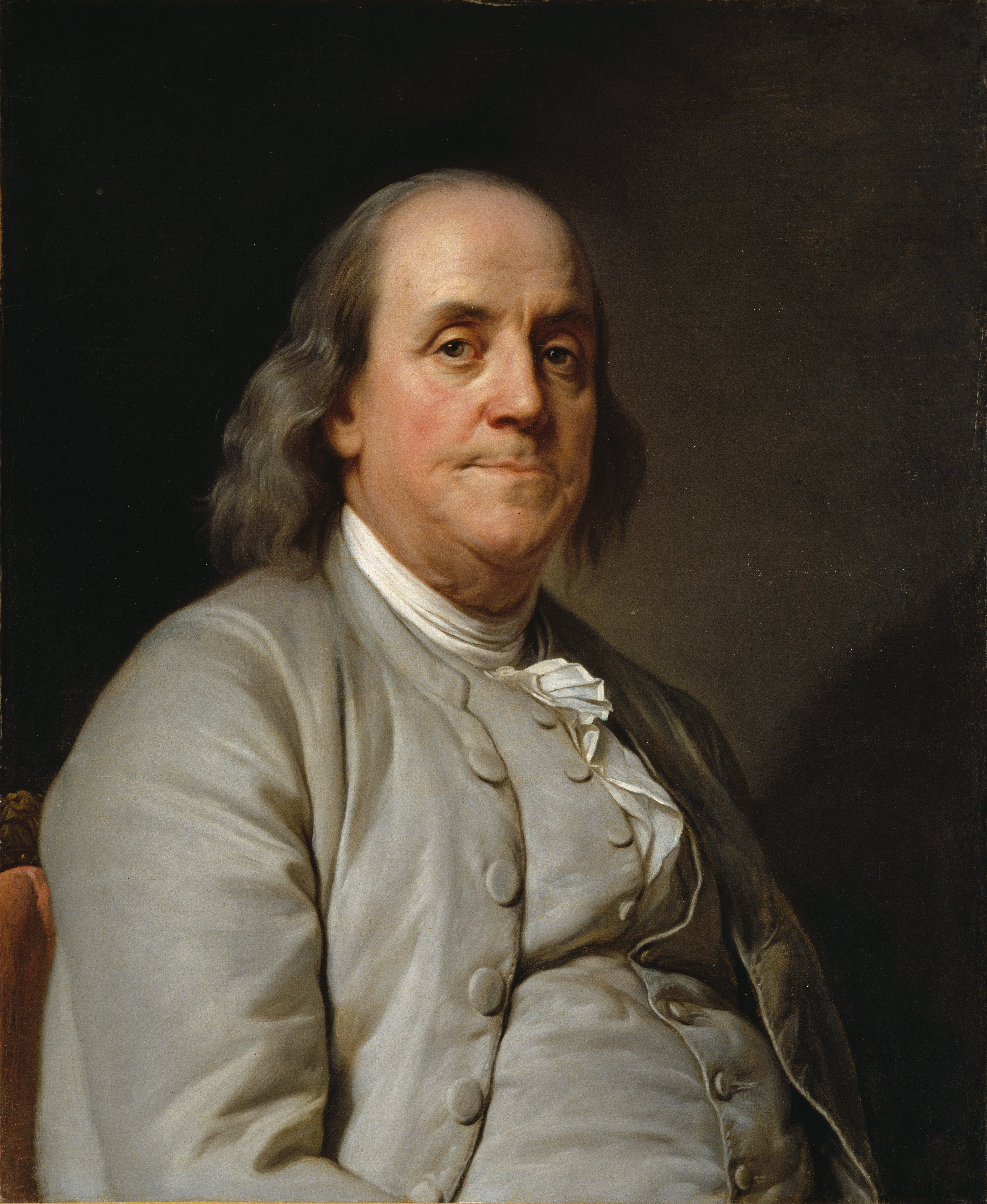
Benjamín Franklin fue el primer embajador en Francia de la joven república estadounidense.

Estados Unidos se lanzó así en la guerra de independencia contra Inglaterra. Se despacharon entonces negociadores, como por ejemplo Benjamín Franklin, para solicitar apoyo a los franceses, quien fue allí muy bien recibido gracias a su buena reputación científica. Numerosos franceses se alinearon entonces con la causa americana, y Luis XVI acordó su apoyo naval, militar, y financiero, a los insurgentes, comenzando así una importante y costosa guerra, para poder poner trabas en las ruedas a su enemigo de siempre: Inglaterra, buscando así tal vez borrar la humillación sufrida en oportunidad del llamado Tratado de París. En su momento Luis XVI, un monarca absoluto, tal vez no sopesó convenientemente los peligros derivados de apoyar a gente en rebelión contra sus amos, y a la vez teniendo claras ideas republicanas. Pero aparte de las consecuencias político-estratégicas de esa decisión, esta guerra va a significar una operación ruinosa para las finanzas del reino, ya en comprometida situación a causa de la Guerra de los Siete Años. Hubiera sido mucho mejor para Francia, dejar que Inglaterra se debilitara en su lucha contra las colonias rebeldes, con el fin de desequilibrar a su favor el equilibrio de fuerzas entre ambas naciones, y ello cualquiera fuere el resultado de este enfrentamiento. Los voluntarios franceses con La Fayette y Rochambeau a la cabeza, viajan entonces a América, y de este enfrentamiento la victoria fue para los rebeldes americanos comandados por George Washington. En efecto, el 3 de septiembre de 1783, Inglaterra firma el Tratado de Versalles, reconociendo la independencia de los Estados Unidos de América.
En 1787, Estados Unidos aprobó una constitución aún hoy día en vigor, donde se declaraba una república federal con tres poderes separados e independientes. En sentido estricto no se constituyó así una verdadera democracia, ya que solamente los propietarios blancos podían entonces votar. Pero de todas maneras, ese fue el primer régimen que en los hechos demostró que se podía gobernar con un sistema en donde el único soberano era el pueblo.
El entusiasmo provocado por la revolución estadounidense, reforzó por cierto los sentimientos hostiles hacia el absolutismo, impulsando otros sistemas de gobiernos constitucionales. En Francia en particular, la guerra de independencia en América generó un nivel de deuda casi insoportable para las finanzas del reino.

## Multiplicidad de causas en la situación de crisis de Francia

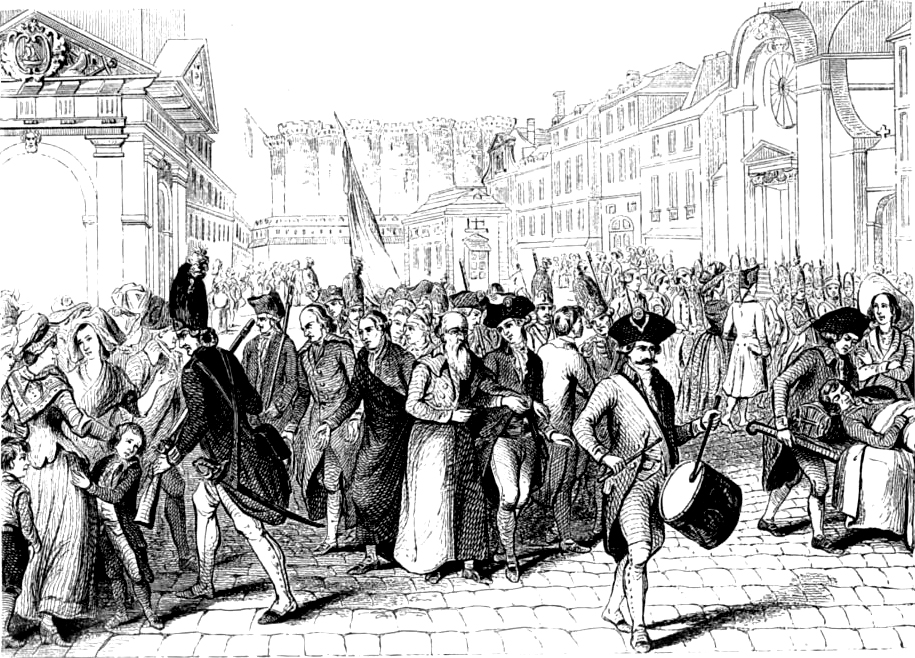
Toma de la Bastilla: La Revolución francesa fue resultado del ambiente político, económico, social, e intelectual, que presentó la década de 1780.

### Crisis institucional
En esos días también hubo bloqueo (desorden) institucional. El rey Luis XVI estaba solo e intentaba gobernar solo, pero era muy difícil, pues sus diversos consejeros no demostraban poder decisional sino que se comportaban como simples técnicos (no daban ideas sino que esperaban órdenes del rey). Y el peso del poder se alternaba así entre dos lógicas: los intentos monárquicos de centralización y ordenamiento; la influencia de las libertades provinciales que se materializaban a través de los parlamentos, y que intentaban hacer valer sus criterios.
La monarquía absolutista estaba en entredicho: buena parte de la burguesía y la nobleza querían una monarquía parlamentaria al estilo de la inglesa, a través de la que pudieran manejar y/o controlar parte del poder real.
Los parlamentos, en virtud de sus derechos de amonestación, podían negarse a registrar los edictos reales, puesto que el 24 de agosto de 1774, el propio Luis XVI, a su advenimiento, había anulado la reforma fiscal de Maupeou, restituyéndoles todos sus poderes tradicionales.
Pero además, en esa época en Francia, las provincias no coincidían con las regiones militares, y las leyes, los impuestos, y hasta las unidades de medida, con frecuencia eran diferentes cuando se cambiaba de provincia o de región. Y existían aduanas interiores (se pagaban impuestos por pasar mercadería de una provincia a otra, así como peajes que cobraban los nobles por pasar por sus tierras). Toda esta disonancia generalizada, complicaba la administración y multiplicaba el desorden.

### Crisis moral
Numerosos escándalos afectaron a la Corte y a la propia reina (cf. Asunto del collar), desacreditando al régimen desde otro ángulo. María-Antonieta pasó así a ser emblema del egoísmo y la rapacidad de una nobleza parásita. La simplicidad burguesa del rey, que contrastaba con ese ambiente, lo hacía aún más aborrecible. Luis XVI, por falta de prestancia y por su deseo de llevar una vida simple, retiró de la estampa del rey esa majestuosidad y solemnidad que llamaba al respeto, y que en algún sentido persuadía de que el soberano era el representante de Dios sobre la Tierra; por el contrario, a ojos de la gente, Louis XVI daba toda la impresión de ser un hombre común y corriente, y con ello, la monarquía perdía su carácter sagrado, al ponerse en duda que su elección y legitimidad tuviera origen en una « inspiración divina».
La crisis económica tuvo por efecto acentuar las desigualdades entre los privilegiados y los no privilegiados, haciéndolas más evidentes y más insoportables. Los ricos burgueses y los nobles podían permitirse especular en relación con el alza generalizada de precios, y así enriquecerse aún más, mientras que los pobres eran las claras víctimas de este estado de cosas, pasando hambre y en ciertos casos muriendo de desnutrición.

### Crisis religiosa
El poder de las autoridades católicas contestado por los jansenistas así como por la franc-masonería (notar que una parte de la aristocracia participaba y estaba integrada en los medios jansenistas y/o la franc-masonería), fue creando una situación de enfrentamiento que desembocará en acusaciones y desconfianzas (consultar: Teorías de la conspiración masónica en la revolución francesa;).
Por su parte, el bajo clero, que formaba mayoritariamente parte del pueblo, cuestionaba al alto clero (próximo a las autoridades).

### Crisis social

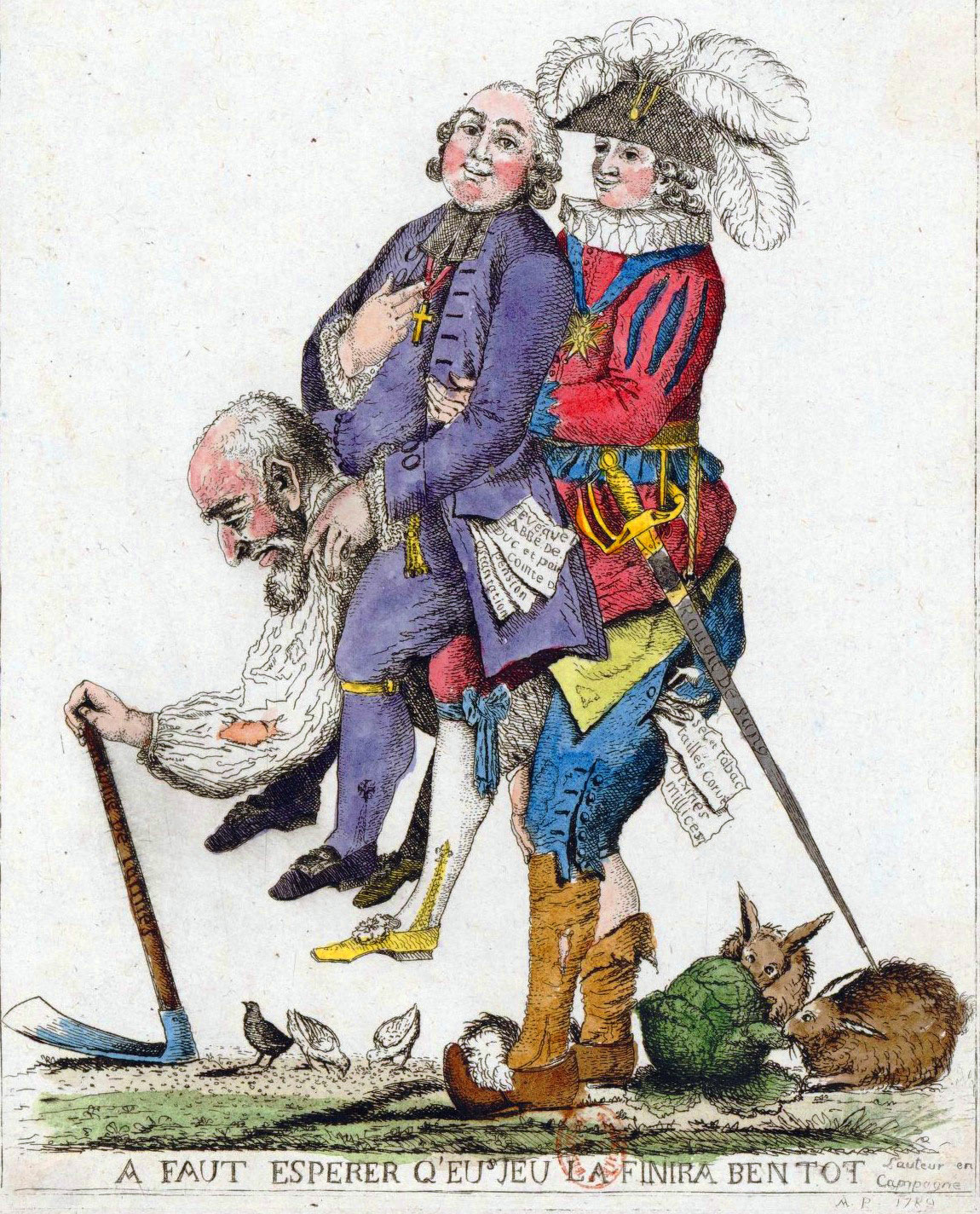
Caricatura: El Tercer Estado cargando al Primer y al Segundo Estado.

El sistema social francés era heredero del sistema feudal. La sociedad estaba dividida en tres órdenes, y este ordenamiento era injusto, ya que los dos primeros órdenes, el clero y la nobleza, poseían privilegios honoríficos y fiscales. Además, cada orden era heterogéneo aún en su seno: el alto clero era rico, mientras que el bajo clero no se beneficiaba del diezmo sino que recibía la llamada portion congrue o "ración de subsistencia"; y solamente la alta nobleza recibía pensiones del rey, mientras que la pequeña nobleza se aferraba desesperadamente a los derechos señoriales para sobrevivir. Y en virtud de este sistema y debido a la coyuntura especial de la época, los ricos eran cada vez más ricos, y los pobres cada vez más pobres. La asignación de privilegios no se correspondía ni con los méritos personales ni con los servicios prestados a la nación, pues ellos se otorgaban de forma un tanto arbitraria e injustificada. Pero luego de la innovación introducida por Luis XIV, para acceder a los diferentes cargos públicos se analizaba el llamado quartiers de noblesse (o antecedentes de nobleza o cuantiles de nobleza o  cuartiles de nobleza) del postulante (este valor no era otra cosa que la contabilización del número de ancestros nobles por las diferentes líneas paterna y materna). Esta organización de la sociedad estaba impregnada de principios y valores heredados de otra época, y no tomaba para nada en cuenta la nueva realidad, como sin duda era, por ejemplo, la reciente ascensión de la llamada burguesía. Y obviamente, esta complicada sociedad de órdenes y de privilegios era rechazada por muchos, y principalmente por los no privilegiados y/o por quienes se sentían postergados.

#### Clero
Los nuevos miembros del clero eran nominados por los que estaban en actividad o por los que se retiraban, y con frecuencia influidos por alguna recomendación externa (por ejemplo de nobles o de notables, por cartas de favor de familiares, etc). Este orden era mucho menos numeroso que los otros dos, alrededor de 0,5 % de la población (hacia 1789, 120.000 personas en sobre un total de 26 millones).
- Funciones - La función de los integrantes del clero abarcaba aspectos sociales y religiosos (instrucción, culto, sacramentos, asistencia a los pobres y a los enfermos, registros de estado civil y nacimientos, etc). Naturalmente, los integrantes del clero tenían privilegios, por ejemplo, estaban exentos del pago de ciertos impuestos fiscales (taille o talla) y judiciales (tasas de tribunales especiales).
  - Alto clero: obispos, abates (generalmente familiares de nobles o notables) - Exonerados del diezmo;
  - Bajo clero: curas (generalmente con origen en el Tercer Estado) - Recibían la llamada "portion congrue" o "ración de subsistencia".

- Reivindicaciones.
  - el alto clero deseaba guardar sus privilegios;
  - el bajo clero esperaba una mejora en sus condiciones de vida, que con la carestía en años cercanos al inicio de la Revolución Francesa, cada vez era peor.[89]

#### Nobleza
La nobleza, que en el siglo XVIII representaba aproximadamente el 1,5 % de la población (400.000 personas antes de iniciada la Revolución francesa, sobre un total de 26 millones), era transmitida por herencia, o se recibía por grandes méritos, o se compraba (y se adquiría entonces, por ejemplo, a través de una carta de ennoblecimiento).
- Funciones: militar y administrativa - Defensa del Estado (armada, ejército), consejeros del rey, gestión de sus propios bienes y/o de algunos bienes reales.

- Riqueza (fuentes de ingreso) - Explotación de sus propiedades, derechos señoriales, comercio marítimo, servicios al rey en la Corte, servicios en la armada y en los altos cargos del Estado; de lo dicho, se explica el empeño y competencia a los que se libraban los nobles, cuando se disputaban favores del rey, o defendían sus propios privilegios financieros.

- Privilegios: fiscales (exonerados de impuestos directos), honoríficos (épée' o espada, chapeau o sombrero), y judiciales (ciertos gastos en los tribunales) - Se otorgaban privilegios por servicios prestados, pero la nobleza tenía privilegios aún cuando no hubieran prestado servicios de cierta consideración.[92]

- Divisiones:
  - Vieja nobleza de sangre y de espada:
    - Alta nobleza: rica y viviendo en la Corte (pensiones del rey, derechos señoriales, arrendamiento de tierras);
    - Pequeña nobleza de campaña: no muy rica, se aferraba a los derechos señoriales;

  - Nobleza conseguida por la compra del ennoblecimiento o por vía equivalente: rica, cultivada, y generalmente viviendo en las ciudades.

- Reivindicaciones:
  - Conservar sus privilegios;
  - Tener acceso a altos cargos;
  - Compartir el poder del rey a través de una monarquía parlamentaria, donde los parlamentos serían el poder legislativo.[93]

#### Tercer Estado
En esos días, el Tercer Estado representaba el 98 % de la población total, incluyendo allí un 5 % de burgueses, un 85 % de campesinos, y un 7 % de artesanos. También había pobres que casi eran el 100% de la población francesa, excepto la nobleza y el clero
- Situación de la burguesía:[94]
  - Funciones: Económica y fiscal; industria, agricultura, artesanato - Fue un estamento que trabajó para producir lo que la colectividad tenía necesidad.
  - Privilegios: Estamento sin privilegios individuales, pero por lo general viviendo y actuando en ciudades y corporaciones que sí tenían privilegios (fundamentalmente de tipo económico-legal).
  - Origen: En el siglo XVIII, las transformaciones de la vida económica, permitieron el ascenso de la burguesía, que por su actividad y riqueza, jugó un papel importante en el desarrollo de la nación. En efecto, los burgueses eran ricos y cultos, y vivían en casas o alojamientos llamados hôtels particuliers.
  - Divisiones:
    - burguesía de negocios: banqueros, negociantes, industriales;
    - burguesía de toga: hombres de leyes, magistrados, oficiales, profesionales liberales (médicos, académicos, profesores, artistas…).

  - Reivindicaciones:
    - dado que eran la clase dirigente desde el punto de vista económico, los burgueses aspiraban a tener mayor incidencia en las cuestiones políticas y sociales;
    - los burgueses mayoritariamente querían una monarquía limitada, con tres poderes separados;
    - los burgueses asimismo eran partidarios de la igualdad de todos los individuos frente a las leyes, los impuestos, y el empleo;
    - e igualmente querían y apoyaban el liberalismo económico.

- Situación del campesinado:
  - Condiciones de vida: Los campesinos tenían condiciones de vida muy difíciles, en razón de sus pesadas cargas y de los bajos rendimientos agrícolas, y se quejaban muy particularmente de la explotación fiscal.
  - Impuestos:
    - A los señores feudales (derechos señoriales):[95]
      - Champart: deducción de una parte de la cosecha;
      - Censitario: pago de una tasa monetaria;
      - Corvée o Corvea señorial: parte servida en trabajo al señor feudal;
      - Banalidad: utilización de un horno, de un molino, de una prensa, etc, también estaban sometidas a impuesto.

    - Al rey: Taille o talla; Corvea real.
    - Al clero: Dîme, décima, o diezmo.

  - Divisiones:
    - trabajadores: campesinos, pequeños propietarios de tierras (en general, más instruidos y con más riqueza que el promedio);
    - usufructuarios: tienen derecho de uso pero no son propietarios;
    - jornaleros, braceros: alquilan sus servicios, y en las hambrunas o crisis suelen ser los primeros afectados.

  - Reivindicaciones:
    - igualdad frente a los impuestos;
    - fin de los derechos señoriales.

- Situación del artesanato:
  - Condiciones de vida: los artesanos tenían difíciles condiciones de vida, en razón de la falta de trabajo, de los bajos salarios, de los accidentes de trabajo y de las enfermedades, y de las periódicas hambrunas.
  - Divisiones:
    - artesanos de las corporaciones;
    - obreros de manufacturas;
    - pequeños oficios (mercaderes ambulantes…);
    - empleados domésticos;
    - mendigos.

  - Reivindicaciones: solicitaban pan mucho más barato, así como el dinero que exageradamente les retenía el rey por la vía impositiva.

### Crisis económica
Francia se encontraba con un enorme déficit presupuestario, en buena medida debido a su intervención en la Guerra de Independencia de Estados Unidos. Otras categorías de gastos, como pueden ser los suntuarios (por ejemplo, los gastos de la Corte), tenían entonces relevancia porcentual menor, pero al ser particularmente impopulares, fueron muy discutidos y señalados. En esa época, los impuestos estaban muy desigualmente repartidos entre los distintos estamentos, lo que unido a las malas cosechas y al alza generalizada de ciertos precios, crearon una situación social muy delicada.

### Crisis financiera
Por causa de las heladas de un invierno muy frío y de una fuerte sequía, el año 1788 fue catastrófico, por lo que los franceses sufrieron una importante crisis alimentaria. Además, las cosechas de 1789 se anunciaban magras. Todo ello contribuyó a una escasez de harina y de pan, por lo cual sus precios subieron: entre enero de 1787 y julio de 1789, el precio del pan se multiplicó (cf. Marcha sobre Versalles;).
La gente gastaba buena parte de sus ingresos para comprar pan, y ya no podía comprar otros productos, por lo que las manufacturas debieron restringir sus producciones, aumentando el desempleo.
La crisis financiera inquietaba también a los acreedores del Estado, que sospechaban que no podrían ser adecuadamente compensados. Y las inquietudes e incertidumbres políticas también fueron en aumento. La crisis económica trajo consigo el miedo a una hambruna, sobre todo durante la primavera de 1789. El contexto estaba pues embebido por una profunda preocupación popular. Y la crisis social generó tensiones cada vez más fuertes entre los tres órdenes, por lo que algunas revueltas se produjeron (muy posiblemente en forma espontánea): por ejemplo del 26 al 28 de abril de 1789, en el Faubourg Saint-Antoine (en París), con el pillaje de una fábrica de papel pintado.
Dado que el reino no pudo continuar pidiendo nuevos empréstitos para hacer frente al servicio de deuda, los ministros de Louis XVI intentaron reformar el sistema fiscal. En efecto, obviamente los impuestos existentes no podían ser aumentados indefinidamente, y especialmente porque ellos recaían más particularmente sobre las clases más desposeídas, y por tanto, la única solución sería hacer una reforma fiscal de tal manera que todos aportaran, y que especialmente lo hicieran quienes eran más poderosos en lo económico. Pero todas las tentativas de reforma chocaron con la oposición de los dos primeros órdenes del reino, ya que los privilegios de sus integrantes los dispensaban de los impuestos directos. Con estos enfoques y este estado de cosas, las dificultades financieras francesas eran insolubles, y la monarquía francesa estaba condenada a desaparecer, de una manera o de otra.
De 1774 a 1790, diez personas se sucedieron como ministros de Finanzas, y ello muestra claramente la incapacidad del rey de apoyar a sus ministros frente a la oposición de los privilegiados.
Desde 1774 a 1776, y antes mismo que la guerra de independencia de Estados Unidos creara una deuda insoportable en las finanzas del reino, Turgot intentó enderezar las cuentas públicas, que ya estaban casi al borde de la bancarrota: Turgot se orientó primero a hacer economías, luchando contra los gastos innecesarios, bajando los costos de recaudación de los impuestos, suprimiendo procedimientos inútiles… Turgot también intentó liberalizar la economía, proclamando la entera libertad del comercio de granos, así como la libertad en cuanto al trabajo industrial con la supresión de las corporaciones, pero en cuanto quiso abolir o suavizar los privilegios se enfrentó a una cerrada oposición. Debido a sus posturas, Turgot cosechó tantas hostilidades y críticas, que Louis XVI finalmente los relevó de sus funciones.
Entre 1777 y 1781, por su parte, Necker instrumentó numerosos empréstitos con el fin de financiar la Guerra en América, y publicó un informe explicando por qué y cómo el tesoro real se estaba vaciando. Pero en este informe, casi no mencionó los gastos derivados de la guerra de Independencia de Estados Unidos, y entonces, los gastos de la Corte, que en ese momento sólo representaban el 6 % del total, se consideraron como escandalosos, puesto que a diferencia de los gastos de guerra, los mismos eran visto como totalmente injustificados e improductivos.
Entre 1783 y 1787, Calonne, antiguo intendente que logró ser Ministro de Finanzas, afirmó que para inspirar confianza se debía parecer ser rico y gastar como tal. Y entonces acordó a la reina, al rey, y a los cortesanos, todas las sumas que le fueron solicitando. Pero después de tres años de tales derroches, los banqueros rehusaron renovar los préstamos, y Calonne se enfrentó a una situación sumamente difícil y delicada, proponiendo entonces un proyecto de reforma fiscal orientada a la aplicación de un impuesto único. Y en febrero de 1787, sabiendo que su proyecto tendría la oposición del Parlamento, Calonne convocó a una asamblea de notables, pues esperaba que ellos dócilmente ratificarían y votarían a favor de lo propuesto. Pero este grupo de notables, mayoritariamente pertenecientes a la nobleza, no estaban dispuestos dejar caer sus privilegios, lo que a la postre determinó la sustitución de Calonne.
Entre 1787 y 1788, Brienne pasó a ser el nuevo responsable, quien retomó las propuestas y edictos de Calonne, desistiendo de ensayar la vía de la asamblea de notables, pues la vía del Parlamento le parecía más plausible. Pero se encontró entonces con los parlamentarios, que estaban furiosos porque se había intentado pasar por encima de ellos, y por tanto fracasó en su planteo.
En este estado, el Parlamento afirmó que toda reforma fiscal debía involucrar la representación nacional, y reclamó entonces la convocatoria de los Estados Generales. Y al tomar esta actitud, los parlamentarios de París, en su mayoría nobles, en realidad no pensaban en apoyar las reivindicaciones del pueblo, sino que pretendían que el control de la gestión financiera pasara a ese ámbito, pues especulaban que eso equivaldría a que quedara bajo control parlamentario, puesto que el Tercer Estado no constituía una asamblea regular.
En resumen, los parlamentarios esperaban, en los hechos, controlar ellos mismos la gestión financiera del reino, mientras que el Tercer Estado, naturalmente muy de acuerdo con la convocatoria a los Estados Generales, esperaba que las resoluciones tomadas en ese ámbito le fueran favorables. Pero el rey se negó a permitir esta vía, y transfirió el parlamento a Troyes, lo que provocó las protestas de toda la nobleza. Los parlamentarios tuvieron éxito entonces en hacer creer que defendían los intereses de toda la nación, presentando el sistema del impuesto único como una carga suplementaria, que necesariamente gravitaría sobre las espaldas del Tercer Estado.
El 7 de junio de 1788, ocurrió la llamada "Jornada de las Tejas", en Grenoble. En efecto, la inquietud y la revuelta ya alcanzaba también a los parlamentarios de provincias. Y cuando la armada real intentó arrestar a los magistrados del Parlamento de Grenoble, la población, que simpatizaba con los parlamentarios, se subió a los techos bombardeando a los soldados con tejas. El Parlamento exigió entonces la convocatoria inmediata de los Estados Generales, e invitó a los franceses a rehusar el pago de los impuestos hasta que el rey cediera en sus pretensiones. Y agobiado por la acumulación de deudas, el rey capituló y para votar los impuestos convocó a los Estados Generales para 1789 (llamado que no se producía desde 1614).
Pero en el ínterin, la situación financiera se agravó peligrosamente, y pareció que solamente Necker sería capaz de gestionar esa crisis. Por lo tanto y entre 1788 y 1790, Necker retomó la gestión de las finanzas.
Pero el 27 de diciembre de 1788, bajo la presión del Tercer Estado, el rey acordó doblar el número de sus diputados. En realidad, en los hechos ello pareció que no cambiaría nada, ya que a cada uno de los tres órdenes se le atribuía un solo y único voto en oportunidad de las votaciones conjuntas. Y así, con este sistema, la nobleza y el clero eran quienes decidían, puesto que sus respectivas posturas estaban generalmente muy alejadas de las del Tercer Estado.
Y de febrero a mayo de 1789, se fueron organizando las elecciones en los Estados Generales. El Gobierno determinó que el bailiaje (o bailía) serviría de circunscripción electoral (consultar sección '1.1. Les divisions administratives du royaume' en). Los delegados fueron redactando sus cuadernos de quejas, en francés cahiers de doléance (60 000 en total) que expresaban sus respectivas aspiraciones y proponían reformas. En ese momento los franceses no estaban especialmente en contra de su rey, pero sin duda esperaban grandes cambios pues la delicada situación que atravesaban lo reclamaba. Y las reivindicaciones igualitarias que en esos cuadernos se expresaban, sobrepasaban largamente el dominio fiscal, abarcando también la propia organización social basada en tres órdenes muy desiguales pero que se les atribuía igual poder de decisión a cada uno. Pero se insiste, en ese momento nadie pensaba o esperaba una revolución.

Discours du roi prononcé le 5 mai 1789, jour où Sa Majesté a fait l'ouverture des Etats-Généraux - Les esprits sont dans l’agitation ; mais une assemblée des représentants de la Nation n’écoutera sans doute que les conseils de la sagesse et de la prudence. Vous aurez jugé vous-mêmes, Messieurs, qu’on s’en est écarté dans plusieurs occasions récentes ; mais l’esprit dominant de vos délibérations répondra aux véritables sentiments d’une Nation généreuse, et dont l’amour pour ses Rois a fait le caractère distinctif : j’éloignerai tout autre souvenir. // Je connais l’autorité et la puissance d’un Roi juste au milieu d’un peuple fidèle et attaché de tout temps aux principes de la Monarchie : ils ont fait la gloire et l’éclat de la France ; je dois en être le soutien, et je le serai constamment.
Traducción al español: Discurso del rey pronunciado el 5 de mayo de 1789, en momentos en que el soberano deja abiertas las deliberaciones de los Estados Generales - Los espíritus están agitados, pero una asamblea de representantes de la nación, sin duda solamente escuchará los consejos de la sabiduría y de la prudencia. Ustedes juzgaron por ustedes mismos, señores, que de este objetivo nos hemos alejado en varias ocasiones recientes, pero el espíritu dominante en vuestras deliberaciones, se corresponderá con los verdaderos sentimientos de una nación generosa, cuyo amor por sus reyes ha sido el carácter distintivo : y alejaré y rechazaré todo otro recuerdo. // Conozco los límites de la autoridad y el poder de un rey que actúa junto a un pueblo fiel y consustanciado en todos los tiempos a los principios de la monarquía : el pueblo es quien hizo la gloria y la grandeza de Francia, y por mi parte debo ser un apoyo, y lo seré constantemente.

## Discursos y panfletos político-patrióticos de 1788-1789 que gravitaron en el devenir de los acontecimientos

### "Appel à la nation artésienne",Maximilien de Robespierre
Robespierre surgió a la escena política en Arras, su ciudad natal, a principios de 1789. En ese momento, gran animación y expectativas se crearon tanto en Arras como en toda Francia, cuando la convocatoria a los Estados Generales ya fue un hecho. Y cuando el rey anunció que el Tercer Estado tendría el doble de diputados, Roberpierre publicó su encendido escrito "Appel á la nation artésienne", lo que le permitiría ser nombrado entre los encargados de representar al Tercer Estado en la redacción de los cuadernos de quejas. Otro escrito del abogado Roberpierre titulado "Un avis aux habitants des campagnes" le permitió igualmente ser nombrado entre los cuarenta y nueve comisarios que se reunieron el 30 de marzo de 1789, para resumir en un solo cuaderno, los cuestionamientos y las peticiones de la ciudad y de las parroquias. Y el 30 de abril de 1789, bajo la presidencia del duque de Guines (gobernador de la provincia de Artois), los tres órdenes nombraron a sus diputados para los Estados Generales, y en esa instancia y por parte del Tercer Estado, fueron nominados Brassart y Robespierre (ambos abogados en Arras), así como otros cinco representantes.

« Il est temps d'avertir la Nation Artésienne des pièges funestes dont on l'environne ; il est temps de l'inviter à réfléchir sur les objets qui intéressent le plus essentiellement son bonheur. Nous croyons qu'il n'en est pas de plus important pour elle, que de rappeler les États particuliers de cette Province aux véritables principes de leur Constitution ; & d'adopter de sages mesures, pour parvenir à cette réforme salutaire ; & il nous semble que nous remplirons le devoir d'un bon Citoyen, en développant ici toutes les raisons qui démontrent la nécessité de la poursuivre, avec autant d'activité que de persévérance. // Le véritable moyen d'anéantir les abus qui causent les malheurs publics est d'aller droit aux sources principales d'où ils découlent. Or la première source des malheurs d'un Peuple, ce sont les vices de son gouvernement ; aussi l'expérience nous prouvera elle bientôt que l'Artois doit attribuer la plupart des siens aux vices qui ont dénaturé la véritable constitution des États à qui son administration était confiée. // Commençons par reconnaître ces vices, en les rapprochant des principes fondamentaux de notre droit public. // Qu'est ce que des États Provinciaux ? C'est l'Assemblée des Représentants de tous les Ordres des Citoyens, chargés de leurs pouvoirs, pour veiller, en leur nom, au maintien de leurs droits, & pour présider à l'administration de la chose publique. »
Traducción al español: « Es tiempo de advertir a la nación artesiana sobre las trampas funestas que la rodean, y es tiempo de invitar a la reflexión sobre las cosas que más importan a su felicidad. Creemos que lo más importante es recordar a los Estados particulares de esta provinvia los verdaderos principios de su constitución, y adoptar sabias medidas, para poder llegar a una reforma saludable. Creemos que cumpliremos con el deber de un buen ciudadano, al desarrollar aquí todas las razones que demuestran la necesidad de continuarla, tanto con actividad como con perseverancia. // El verdadero medio para suprimir los abusos que causan los males públicos, es de ir directo a las fuentes principales de donde proceden. Y la primera fuente de desgracias del pueblo, son los vicios de su gobierno. La experiencia pronto nos probará que Artois debe principalmente atribuir las suyas a los vicios que han desnaturalizado la verdadera constitución de los Estados a los que se había confiado su administración. // Comencemos por reconocer estos vicios, juzgándolos con los principios fundamentales de nuestro derecho público. // ¿Qué son los Estados Provinciales? Son la Asamblea de Representantes de todos los órdenes de ciudadanos, investidos de poder para velar, en su nombre, al mantenimiento de sus derechos, y para presidir a la administración de la cosa pública. »

### Discursos y escritos de Jean-Paul Rabaut de Saint-Étienne
Rabaut Saint-Étienne oportunamente fue miembro activo de la Asamblea Nacional y de la Convención. Y el 27 de marzo de 1789, fue elegido diputado por el Tercer Estado a los Estados Generales, en representación de Beaucaire.
Según él, la Asamblea Nacional debía permanecer fiel a los principios constitucionales de igualdad y libertad, preservando el sistema monárquico.
Rabaut de Saint-Etienne estuvo muy activo en los debates relativos a la Declaración de los Derechos del Hombre (agosto de 1789), y en especial, puso énfasis en recordar que « la libertad de pensamiento y de opinión» es « un derecho inalienable e imprescriptible», y que « los derechos de todos los franceses incluyen estos principios».
Muy importante fue el célebre discurso pronunciado por Rabaut Saint-Étienne el 23 de agosto de 1789 en la tribuna de la Asamblea Nacional.

Discours du 23 août 1789 - « Ainsi, Messieurs, les Protestants font tout pour la patrie ; et la Patrie les traite avec ingratitude : ils la servent en citoyens ; ils en sont traités en proscrits : ils la servent en hommes que vous avez rendu libres ; ils en sont traités en esclaves. Mais il existe enfin une Nation Française, et c’est à elle que j’en appelle, en faveur de deux millions de Citoyens utiles, qui réclament aujourd’hui leur droit de Français. Je ne lui fais pas l’injustice de penser qu’elle puisse prononcer le mot d’intolérance ; il est banni de notre langue , où il n’y subsistera que comme un de ces mots barbares et surannés dont on ne se sert plus, parce que l’idée qu’il représente est anéantie. Mais, Messieurs, ce n’est pas même la Tolérance que je réclame ; c’est la liberté. »
Traducción al español: Discurso del 23 de agosto de 1789 - « Así, señores, los protestantes lo hacen todo por la patria; y la patria los trata con ingratitud: ellos la sirven como ciudadanos, pero son tratados como proscritos; ellos sirven a la patria como hombres a los que ustedes han devuelto la libertad, pero son tratados como esclavos. Si es cierto que existe una Nación Francesa, me dirijo a ella, y a ella invoco, en favor de dos millones de ciudadanos útiles, que reclaman hoy sus derechos como franceses. No le haré a la nación la injusticia de pensar que pueda ser intolerante; la palabra intolerancia está desterrada de nuestra lengua, y solamente queda como uno de esos términos bárbaros y obsoletos que casi ya no utilizamos, porque la idea que representa ha sido aniquilada. Pero señores, ni siquiera es la tolerancia lo que reclamo, sino la libertad. »

Los protestantes fueron reintegrados en la comunidad nacional, apoyando a la Revolución Francesa. La libertad de conciencia fue establecida por la Declaración de los Derechos del Hombre, el acceso a todos los empleos civiles y militares fue acordado por el texto constitucional del 24 de diciembre de 1789, y la libertad de culto fue establecida el 3 de septiembre de 1791.
Uno de los textos más recordados de Rabaut Saint-Étienne, fue el que tituló "Considérations sur les intérêts du Tiers état".
1. ↑   Para ampliar información sobre la situación en aquella época, se recomienda consultar: François-Antoine de Boissy d'Anglas, Notice sur Rabaut Saint-Étienne dentro de "Considérations sur les intérêts du Tiers. État, suivies d'autres écrits", Kleffer, 1826.

### "Appel à la nation provençale",conde de Mirabeau
El 5 de julio de 1788, una resolución del consejo invitó a las municipalidades, a los tribunales, y a las personas instruidas, a reflexionar en relación con los usos y procedimientos anteriormente aplicados a los Estados Generales, cuya convocatoria entonces estaba prometida para el año 1792. Ello generó la difusión y publicación de panfletos, de informes y de todo tipo de proposiciones, en donde se expresaron verdades, argumentaciones, y críticas, de mucha dureza para el poder. En el segundo semestre de 1788, se dieron a difusión entre 2.000 y 3.000 escritos de este tipo, entre ellos el encendido llamado del conde de Mirabeau titulado “Appel à la nation provençale”.

"Appel à la nation provençale" - Peuples, l'heure du réveil a sonné… La liberté frappe à la porte, courez au-devant; elle vous tend la main, sachez la saisir… Le despotisme va fuir comme l'ombre devant l'aurore… Il était visible qu'avec une exaltation pareille on n'attendrait pas 1792. Brienne rapprocha le terme; un arrêt du 8 août, en suspendant la cour plénière, annonça que les États généraux s'ouvriraient le I" mai 1789. Si prochain que fût ce jour solennel, encore fallait-il vivre pendant dix mois sans emprunts et sans impôts. Brienne usa de moyens honteux, dépensa les épargnes de la caisse des invalides, les fonds d’une loterie qui avait eu pour objet de secourir l’agriculture, et enfin, par arrêt du 16 aôut, fit déclarer que les payements de l’État s’effectueraient en partie avec de billets du trésor, c’est-à-dire, en papier, jusqu’à la fin de l’année. Le bruit se répandit que l'État fesait banqueroute. Brienne offrit la place de contrôleur general à Necker, qui ne pouvait consentir à n’être que l’agent d’un ministre si incapable et si impopulaire. Il ne lui resta donc plus qu’un parti, la retraite (25 août)…
Traducción al español: "Llamado a la nación provenzal" - Pueblos, la hora del despertar ha llegado… La libertad llama a la puerta, corred presurosos a su encuentro; ella les tiende la mano, sabed responderle… El despotismo va huir como las sombras ante la aurora… Era previsible que semejante situación no podía esperar hasta 1792. Brienne acortó el plazo; una resolución del 8 de agosto, anuncia que los Estados Generales se abrirán el primero de mayo de 1789. Si bien este día solemne está próximo, será necesario aún vivir durante diez meses sin empréstitos y sin impuestos. Brienne está usando medios vergonzosos para sostenerse, pues está gastando los ahorros de la caja de inválidos, y los fondos de una lotería que tenía por objetivo socorrer a la agricultura, y además, por resolución del 16 de agosto, dispuso que los pagos del Estado se efectuaran en parte en documentos del tesoro, o sea, en papeles, y ello hasta el fin del año. El rumor se difunde rápido repitiendo que el Estado estará en bancarrota. Brienne ofreció el puesto de controlador general a Necker, que no podrá consentir ser agente de un ministro tan incapaz y tan impopular. El único camino que le queda a Brienne es el de partir, es el de retirarse (25 de agosto)…

### "Qu’est-ce que le tiers état?",Emmanuel-Joseph Sieyès
Texto político escrito en 1789 por el escritor, eclesiástico y político francés Emmanuel Joseph Sieyès. En este texto, el autor señaló que el Tercer Estado era ya una nación completa, y que por tanto no necesitaba de los otros dos estados: el clero y la nobleza. El escrito en cuestión es un panfleto dado como respuesta de Sieyès a la invitación de Jacques Necker a los escritores, para que expresaran sus ideas sobre la organización de los Estados Generales.
Y Sieyès propuso que ellos deberían organizarse con:
- Representantes genuinos en los Estados Generales.
- Doble número de representantes para el Tercer Estado.
- Voto por persona, y no por estamento.

Las dos primeras condiciones fueron finalmente garantizadas por Necker, quedando la tercera para ser discutida en los propios Estados Generales. Finalmente, el desacuerdo sobre esta cuestión, llevó al Tercer Estado a autoproclamarse Asamblea Nacional.
El texto aludido lanzó a la fama a Sieyès, permitiéndole ser elegido para los Estados Generales como vigésimo y último representante de París.

"Qu’est-ce que le tiers état ?" - Le plan de cet écrit est assez simple. Nous avons trois questions à nous faire: (1) Qu’est-ce que le tiers état ? Tout ; (2) Qu’a-t-il été jusqu’à présent dans l'ordre politique ? Rien ; (3) Que demande-t-il ? À devenir quelque chose. // On va voir si les réponses sont justes. Jusque-là, ce serait à tort qu'on taxerait d'exagération de verités dont on n'a pas encore vu les preuves. Nous examineront ensuite les moyens que l'on a essagés, et ceux que l'on doit prendre, afin que le Tiers état devienne, en effet, quelque chose.
Traducción al español: "¿Qué es el Tercer Estado?" - El plan de este escrito es bastante simple. Tenemos tres preguntas para hacer: (1) ¿Qué es el Tercer Estado? Todo ; (2) ¿Qué ha sido hasta ahora en el orden político? Nada ; (3) ¿Qué requiere o necesita? Pasar a ser alguna cosa. // Veremos si las respuestas indicadas son justas. Hasta aquí, nos equivocaríamos si calificáramos de exageración estas verdades, cuyas pruebas aún no hemos analizado. Examinaremos pues los medios que se han ensayado, y los que se deberían aplicar, con la finalidad de que el Tercer Estado se transforme efectivamente en alguna cosa.